# Carl Gustaf Tessin
Carl Gustaf Tessin (5. september 1695—7. januar 1770) var en svensk statsmand, som havde sit hovedvirke under den svenske frihedstid. Han var søn af Nicodemus Tessin den yngre. 
Tessin begyndte sin politiske bane 1723 og hørte dengang til det holstenske parti. 1725 blev han ambassadør i Wien og modarbejdede som sådan Horns plan om tilslutning til den Hannoverske alliance, bekæmpede på rigsdagene 1726-27 og 1731 Horns politik og var en af de mest fremragende i det parti, som 1734 begyndte at danne sig (det senere såkaldte Hatteparti).
1735-36 var han atter minister i Wien. 1738 blev han landmarskal og bidrog som sådan kraftig til at styrte Horn og til hattepartiets sejr. 1739—42 blev han sendt i en ekstraordinær mission til Paris for at tilvejebringe en nærmere forbindelse med Frankrig. Under denne fremtrådte i sin fulde glans Tessins glimrende grand-seigneur-egenskaber, hans fine franske dannelse, smag og kærlighed for kunst; derimod afgav han som politiker beviser på sangvinsk lettroenhed og ubetænksomhed. 
1741 afsluttedes der handelstraktat med Frankrig, og krigen med Rusland begyndte. Tessin blev nu rigsråd. 1743 var Tessin ambassadør i Danmark og foranledigede en afgørelse af stridsspørgsmålene mellem Sverige og nævnte land. I den forbindelse optrådte han også ved det første dokumenterede møde i den københavnske frimurerloge St. Martin 5. marts 1744. Grev Tessin findes allerede i 1735 nævnt som medlem af den samme år åbnede frimurerloge i Stockholm, der gik under navnet Grev Wrede-Sparres Loge.
1744 afhentede han i Berlin Adolf Fredriks brud Lovisa Ulrika, blev 1745 overhofmarskal ved de sidstnævntes hof og var i stor gunst hos fyrsteparret, ved hvis muntre hof hans glimrende hofmandsegenskaber gjorde sig fuldt gældende. Af stor politisk betydning var det, at Tessin drog Adolf Fredrik over fra venskabet med og afhængigheden af Rusland til den nationale side og derved kraftig virkede for bevarelsen af selvstændighed i den svenske styrelse. Tessin var derfor særlig hadet af russerne. 
1746—52 var han som kancellipræsident regeringens første mand og optrådte som sådan med fasthed mod Rusland; i sammenhæng med denne politik tilvejebragte han en fredelig afgørelse af de med Danmark svævende stridsspørgsmål. Det sidste var dog sket imod kronprinsparrets ønsker, og særlig syntes dette ikke om den i forbindelse med afgørelsen trufne aftale om en forlovelse mellem kronprinsens søn Gustaf (III) og den danske prinsesse Sofia Magdalena. 
Da Tessin ej heller ville eller kunne gøre noget for udvidelse af kongemagten, var det ude med venskabet mellem ham og kronprinsparret, og Tessin afgik som kancellipræsident. Han trak sig senere — også under trykket af økonomiske sorger — tilbage fra hoffet og boede for det meste på sit gods, økonomisk støttet med pension fra Frankrig. Kronprinsen, hvis guvernør Tessin i flere år havde været, fik til sidst tilvejebragt en forsoning mellem ham og kongeparret.
Tessin var en af Sveriges mest fintdannede og kunstelskende personligheder, i mange henseender den herskende franske dannelses mest fremtrædende repræsentant. Hans kundskaber på forskellige videnskabsomraader var store, hans stil var udmærket, og han var en af tidens mest veltalende mænd. Af Tessins skrifter skal nævnes hans didaktiske En gammel mans bref till en ung prins (rettede til kronprins Gustaf). En mærkelig samling af litterære forsøg og optegnelser findes i hans dagbog, ført under opholdet på landet på gården Åkerö. Uddrag af denne er offentliggjorte 1819 i Tessin och Tessiniania af Ehrenheim, 1824 af Montgomery i Karl Gustaf Tessins dagbok 1757, 1882—83 af Frunck i Svenska litteratursällskapets skrifter. 
Tessin havde som overintendant den øverste ledelse ved de fortsatte arbejder på Stockholm Slots opførelse og grundlagde i sammenhæng hermed 1735 "Akademiet for de frie kunster".